# Shohei Ogura
Shohei Ogura (小椋 祥平 Ogura Shohei?), född 8 september 1985 i Chiba prefektur, är en japansk fotbollsspelare.
Ogura började sin karriär 2004 i Mito HollyHock. Han spelade 108 ligamatcher för klubben. 2008 flyttade han till Yokohama F. Marinos. Med Yokohama F. Marinos vann han japanska cupen 2013. Efter Yokohama F. Marinos spelade han för Gamba Osaka, Montedio Yamagata och Ventforet Kofu.